# ハニフ・クレイシ
ハニフ・クレイシ (Hanif Kureishi) は、イギリス・ロンドン出身の作家、脚本家、映画監督。

## 略歴
父親はボンベイ (現:ムンバイ) の名家出身のインド人（イスラム教徒のため、後にパキスタン国籍）、母親はイギリス人。ロンドン大学で哲学を学び、1975年(21歳)からロンドンのロイヤル・コート劇場に勤務しながら、脚本を書き始めた。「The Mother Country」(1980)でテムズ・テレビ戯曲賞を受賞。
1985年、スティーヴン・フリアーズ監督と組み、テレビ映画用として脚本を書いた「マイ・ビューティフル・ランドレット」(1985)が劇場公開され、数々の脚本賞を受賞し、アカデミー賞にもノミネートされた。
1990年、初の長編小説「郊外のブッダ」で、ウィットブレッド賞（現コスタ賞）の処女小説部門を受賞し、英国文壇に華々しいデビューを飾った。
翌91年には、アナーキックな怒れる若者たちを描いた「ロンドン・キルズ・ミー」で自ら監督を務め、93年には「郊外のブッダ」が英国放送協会によりテレビドラマ化され、デヴィッド・ボウイの主題歌とともに話題となった。99年、大人のための恋愛短編集「ミッドナイト・オールデイ」を発表。
そして2001年、彼の著書「ぼくは静かに揺れ動く」(1998)を基に、パトリス・シェロー監督により映画化された「インティマシー/親密」は、その年のベルリン国際映画祭で、最優秀作品賞、最優秀主演女優賞、最優秀ヨーロッパ映画賞の三部門を受賞し、翌2002年には日本でも公開された。
2008年に大英帝国勲章(CBE)受賞。最新作は「The Last Word」(2014)。

## 主な作品

### 長編小説
- 『郊外のブッダ』古賀林幸訳、中央公論社、1996年 The Buddha of Suburbia (1990)
- The Black Album (1995)
- 『ぼくは静かに揺れ動く 』中川五郎訳、アーティストハウス／角川書店、2000年 Intimacy (1998)
- 『パパは家出中』中川五郎訳、アーティストハウス／角川書店、2003年 Gabriel's Gift (2001)
- The Body (2003)
- Something to Tell You (2008)
- The Last Word (2014)

### 短編小説
- Love in a Blue Time (1997)
- 『ミッドナイト・オールデイ』中川五郎訳、アーティストハウス／角川書店、2001年 Midnight All Day (1999)

### 映画
- マイ・ビューティフル・ランドレット My Beautiful Laundrette (1985) 脚本
- サミー&ロージィ/それぞれの不倫 Sammy and Rosie Get Laid  (1987) 脚本
- ロンドン・キルズ・ミー London Kills Me (1991) 監督・脚本
- インティマシー/親密 Intimacy (2001) 原作
- ヴィーナス Venus (2006) 脚本
- ウィークエンドはパリで Le Week-End (2013) 脚本